# Rynek polityczny
Rynek polityczny – czasowa i przestrzenna arena, na której dokonywane są działania mające doprowadzić do kupna i sprzedaży towaru politycznego chętnym obywatelom. Składa się z potencjalnych „klientów” (osób mających czynne prawo wyborcze, członków partii, działaczy społecznych, autorytetów) mających potrzeby (uproszczenia życia, sumienia, obowiązku) i pragnienia, np. modernizacji kraju, a którzy są skłonni w ten sposób dokonać wymiany oferując w zamian poparcie kandydatowi lub partii.
Rynku politycznego nie należy mylić z rynkiem wyborczym, ten ostatni jest to ogół obywateli mających czynne prawo wyborcze.

## Rodzaje rynków politycznych
Można wyróżnić rynki polityczne:
1) Ze względu na wielkość rynku:
- mały – lojalność wyborców wysoka, a przepływ elektoratu bardzo niski
- duży – lojalność wobec partii, kandydata niska, bardzo płynny elektorat

2) Ze względu na dostęp do rynku:
- otwarty – wyborcy przebierają w ofertach i programach politycznych, z racji dużej ilości partii i łatwości zaistnienia na rynku
- zamknięty – charakteryzuje się mała liczbą ofert, z racji trudności w dostępie do rynku dla nowych podmiotów; powoduje to niskie poparcie

3) Ze względu na charakter rynku:
- monopolistyczny – występują trwałe, dominujące na rynku podmioty polityczne
- konkurencyjny – obecne są liczne partie, a ich udział w rynku jest zmienny

4) Ze względu na zasięg terytorialny:
- krajowy
- regionalny
- lokalny

5) Ze względu na preferencje wyborcy:
- potencjalnego wyborcy
- informacyjny – wyborcy kierują się wyborem na podstawie programu partii
- przejrzysty – elektorat zorientowany
- nieprzejrzysty – elektorat niezdecydowany